# ФК Фредрикста
ФК Фредрикста (на норвежки: Fredrikstad Fotballklubb, кратки форми Фредрикста и ФФК) е норвежки футболен клуб, базиран в едноименния град Фредрикста. От сезон 2024 се състезава  в най - високото ниво на норвежкия футбол Елит сериен. Играе мачовете си на Fredrikstad station.   

## Успехи
- Типелиген
  -  Шампион (9): 1937-38, 1938-39, 1948-49, 1950-51, 1951-52, 1953-54, 1956-57, 1959-60, 1960-61
- Купа на Норвегия
  -  Носител (12): 1932, 1935, 1936, 1938, 1940, 1950, 1957, 1961, 1966, 1984, 2006, 2024

## Европейски турнири
Участвал е в турнирите за Шампионската лига и купата на УЕФА.